# 享禄・天文の乱
享禄・天文の乱（きょうろく・てんぶんのらん）は、戦国時代初期の浄土真宗本願寺宗門における教団改革を巡る内紛と、これに触発されて発生した対外戦争の総称。
- 享禄4年（1531年）の享禄の錯乱（きょうろくのさくらん）または大小一揆（だいしょういっき）と呼ばれる内紛
- 天文元年（1532年）から同4年（1535年）の細川氏・畠山氏などとの戦いである天文の錯乱（てんぶんのさくらん）または天文の乱（てんぶんのらん）

の上記2つからなる。
この2つの戦いを一括りにすることの是非については議論の余地があるものの、両者とも本願寺10世証如と、その後見人蓮淳（8世蓮如の6男。証如の外祖父であり大叔父でもある）による法主の権限強化を図った政策方針の末に生じた出来事である。なお、後者は日蓮宗における「天文法華の乱」と重複している。

## 蓮如の一門政策
- 文中の（　）の年はユリウス暦、月日は西暦部分を除き全て和暦、宣明暦の長暦による。

8世蓮如は北陸地方や畿内において国人・農民を信者として取り込み、本願寺を独立した教団としての地位を確立させたものの、同時にそれは周辺の守護大名・荘園領主や既存の宗派・寺院との摩擦を生んだ。その結果、平和主義や一揆の禁止などを説きながらも、教団を守るために一向一揆を組織し、さらには守護などの世俗権力との連携をするという難しい選択に迫られることになった。
特に加賀においては教団への保護の約束を信じて蓮如自身が一揆とともに守護富樫氏の内紛に加担（文明5年（1473年）の「多屋衆決議文」）し、その後教団の力を恐れた富樫政親が弾圧を加えたため門徒らが激しく抵抗し、結果的に政親を倒して一国を領有する事態となってしまっていた（加賀一向一揆）。これは蓮如が一番危惧していた本願寺宗門の「反体制」視につながりかねない出来事であり、事実室町幕府第9代将軍である足利義尚は本願寺を討伐することも検討したとされている。だが、管領細川政元はこれに強く反対し、間もなく義尚自身も病死したために本願寺討伐の件は中止されて幕府から要求されていた加賀門徒の破門も有耶無耶とされた。次の富樫氏当主は政親の大叔父・泰高が擁立されたが、傀儡であり、一向一揆が加賀の支配権を握っていた。
間もなく蓮如は、長男順如の死後後継者に定めていた5男実如に山科本願寺法主の地位を譲って摂津石山御坊に退いた。後を継いだ実如にとっては門徒を見捨てて加賀を放棄することは、すなわち延暦寺への従属を余儀なくされ、親鸞の教義を説くことの禁止を強要されていた蓮如以前の本願寺に戻ることであり浄土真宗の教えそのものを放棄するに等しい行為であったために受け入れられるものではなかった。そのため実如は、全ての既存勢力が本願寺を警戒する中において唯一本願寺擁護の立場を取っていた政元との協調路線を模索するようになった。『本願寺作法之次第』という本願寺に伝わる書籍には政元の山科本願寺参詣のためだけに蓮如の指示で精進料理ではなく戒律的に問題のある魚料理に献立を変更したいきさつが載せられている程である。
一方、政元も明応の政変によって第10代将軍足利義材（義稙）を京都から追放して第11代将軍に義材の従兄の足利義澄を擁立、管領主導の政権を樹立したために諸国の守護大名達の反感を買っていた。政元にとってはこうした守旧派の守護達よりも新しく台頭した一揆勢力の方が信頼が置ける存在と考えていた。既存勢力から睨まれた両者が歩み寄るのは当然の成り行きであった。
明応8年（1499年）、蓮如が危篤に陥ると遺言が彼の子供達に示された。蓮如は親鸞直系の末裔である一族の団結を求め、法主を継承した実如を中心に各地の住持となった子供達がその藩屏として教団を守ってゆくことを求めた。特に加賀においては3男蓮綱の松岡寺・4男蓮誓の光教寺・7男蓮悟の本泉寺（初代住持は次男蓮乗）の「賀州三ヶ寺（加賀三山）」を法主の現地における代行として頂点に置き国内の寺院・門徒を統率することが求められていた（この体制を特に事実上の最高執行機関となった松岡寺と本泉寺の両寺院より「両御山」体制も呼ぶ）。その支配体制は富樫氏滅亡以前である文明年間末期の段階において室町幕府が守護に対して下す奉行人奉書などの命令書が富樫政親ではなく直接蓮綱・蓮悟あてに送付されていることからでも分かる。

## 河内国錯乱
だが、生涯に4人の妻と死別して5人の妻を娶り、13男14女を儲けた蓮如の死後、一族間に不協和音が見られるようになる。
永正2年（1505年）、細川政元に対抗するため畠山氏をはじめ朝倉氏などの有力守護大名が一斉に軍事作戦を開始した。本願寺にとって加賀の南隣であり朝倉氏の領国でもある越前には、蓮如のかつての拠点吉崎御坊をはじめとして多くの寺院・門徒を有し、また加賀の北隣で畠山氏の領国である能登・越中においても、特に越中の砺波郡を賀州三ヶ寺の事実上支配下に治めていた為、畠山氏からはその奪還を狙われていたのである。そこで政元直々の訪問による協力依頼を受けた実如は北陸・畿内の信徒を総動員して北陸門徒には周辺3国へ、畿内門徒には畠山氏の根拠地である河内への侵攻を命令した。
ところが蓮如の最後の妻でその死後も石山御坊に在住していた蓮能は畠山氏出身で、摂津・河内の門徒達と畠山氏の長年維持してきた友好的な関係を台無しにするという決定に不満を抱き、蓮能の長子(蓮如9男)で石山御坊の住持であった17歳の実賢を擁立して法主交替を求めた。実如はこれに対して永正3年（1506年）1月、下間頼慶を派遣して蓮能・実賢・実順（11男）・実従（13男）を逮捕・追放して、加賀でも本泉寺蓮悟の養子となっていた実悟（10男）が事実上廃嫡された。これを「大坂一乱」または「河内国錯乱」と呼ぶ（石山御坊（大坂）は摂津だが、実賢支持者に河内出身者が多くいたためである）。
だが、越前においては九頭竜川の戦いで敗れて朝倉氏に吉崎御坊を破壊された上に本願寺門徒への禁宗令を発布された為、蓮如以前からある数少ない末寺である超勝寺・本覚寺などは越前から追われた信者を連れて加賀へ逃れた。一方畠山氏との戦いでも般若野の戦いで援軍に来た越後の長尾能景（上杉氏守護代。景虎の祖父）を討ち取っただけに留まり成果を挙げられなかった。
そして、永正4年6月23日（1507年8月1日）、細川政元は養子・澄之の支持者によって暗殺され（永正の錯乱）、さらにもう1人の養子である澄元との戦いが開始された。これを知った実如は後難を恐れて翌日には近江堅田本福寺の明顕・明宗親子を頼って逃走した。その後混乱は続き、まずは澄之が、続いて澄元が敗れて、最終的に政権を奪ったのは本願寺に対して一番の強硬派であった細川高国であった。
かくして実如は、永正6年3月22日（1509年4月21日）に山科本願寺に復帰するまでの2年間を近江堅田で生活することになった。

## 実如の教団改革
細川政元の死とその後の2年間の亡命生活は実如にとっては大きな打撃であった。同時に教団を維持するための守りの姿勢を固める重要性も出てきた。そこで実如は次男で後継者となっていた円如と自分の同母弟で蓮如の6男にして円如の舅でもあった近江顕証寺・伊勢願証寺両寺の住持を兼ねていた蓮淳に教団運営を任せることにした。以後、円如と蓮淳は実如の意向を受けて教団の改革に乗り出した。
まず蓮如の著した「御文」と呼ばれる文書の中から80通を選んで5帖に編集し宗門信条の基本とした。続いて永正15年（1518年）、新たな3法令を定めた。1つ目は俗に「三法令」と呼ばれているもので、
1. 武装・合戦の禁止
2. 派閥・徒党の禁止
3. 年貢不払いの禁止

の以上3つであり、北陸各地の門徒達から偶々病気治療のために上洛する蓮誓に誓約書を託させて提出させた。
2つ目は新しい坊（寺）の建設禁止と既存の坊の整理統合を命じたもので、同時に寺号付与の権利を本山である本願寺法主のみが保持することになった。これにより寺の設置廃止の全てを本願寺の統制下に置いた。
最後に翌16年に定めた「一門一家制」の制定である。これは従来「一家衆」と呼ばれていた本願寺の一族寺院の間に家格を定めたことである。すなわち、
1. 連枝 - 法主の子供・兄弟。
2. 一門 - 連枝の嫡男（第二世代）。
3. 一家 - 連枝の次男以下と蓮如以前に分かれた一族。「末の一家衆」とも。

これにより「親鸞の御血の道」と呼ばれた直系が継承する法主に権限を集約し、その藩屏たる連枝・一門の優位が定められたのである。
こうした一連の改革は一向一揆の活動を抑制し、幕府や各地の大名、他宗派との共存を目的とするものでこれまでの政策の大転換ともいえるものであった。
当然一連の改革に対する末寺・門徒の一部の反発もあった。永正15年、朝倉氏によって越前を追放されて加賀に逃れていた本覚寺蓮恵が「三法令」の戦争の禁止によって越前への帰還が困難になると本泉寺蓮悟に苦情を申し立てて相論となったところ、蓮悟の上申で破門処分となり、続いて蓮淳が先に実如が退避した堅田本福寺の明宗に不正ありと上申して破門処分となった（ただし、蓮淳の場合には、別の意図により起こしたもので実際には本福寺は冤罪であったとされている（詳細は後述））。両寺院ともすぐに許されたものの、本福寺の先代明顕は先の実如の件のみならず、蓮如が延暦寺によって京都を追われた際にもこれを匿い、本覚寺の先代蓮光はその蓮如のために吉崎御坊を建立してこれを迎え入れた人物であり、この2人の功績なくして今日の本願寺は存在し得なかった。その息子達でさえも容赦なく破門した法主・連枝の権力に信徒は震え上がったという。
だが、永正18年（1521年）に円如が死去、4年後の大永5年（1525年）には実如も死去してしまう。遺された円如の遺児証如（永正13年（1516年）生まれ、実如死去時10歳）の将来を危惧した実如は蓮淳・蓮悟・実円（三河本宗寺、実如の4男で現存していた唯一の男子）・蓮慶（蓮綱の嫡子）・顕誓（蓮誉の嫡子）の5人に証如への忠誠と親鸞以来の教義の擁護、既存の政治・宗教勢力との共存を遺言した。そして、特に証如の外祖父であり、5人中唯一の畿内在住であった蓮淳にはその後見と養護を託した。

## 享禄の錯乱

### 蓮淳の権勢拡大
さて蓮如には生前に5人の妻を娶り、13人の男子があったが、最後の妻蓮能の子供達は先の「大坂一乱」で排斥され、4番目の妻の子蓮芸は摂津富田に教行寺を建てた後に実如に先立って死去、3番目の妻には男子がいなかったという中で、自然と最初の妻である如了とその実妹で実如を生んだ2番目の妻蓮祐の遺した7人の男子の存在は宗門の間で崇敬の対象となっていった。
ところが、後継者とされた順如（父に先立ち死去）・実如はともかく、他の5人の男子のうち4人が北陸に派遣されて共同で加賀とその周辺の事実上の国主としての地位を得たのにもかかわらず、6男の蓮淳だけは順如が遺した顕証寺の住持に補されて畿内に留められ、教団内において大きな仕事を与えられてこなかったことに不満を抱いていた。
だが、ここで新法主の保護者・後見人の地位が与えられたことで一躍北陸の兄弟を上回る権力を持つ事となった蓮淳は外孫である法主・証如の権力拡大に乗り出すことになった。これは裏を返せば後見人である蓮淳自身の権力拡大が目的であったが、形式上は「法主を頂点とした権力機構の確立」という実如以来の方針に忠実に従ったものであったから、この大義名分を前に異論を挿める者は存在しなかった。

### 堅田本福寺破門事件
その最初の標的となったのは先述の堅田本福寺である。同寺は末寺の中でも歴史が長く信徒も大勢いたこと、堅田が琵琶湖水運の拠点として栄えていた事から、本願寺に勝るとも劣らない裕福な寺院であった。そのため、表向きはこうした大規模な末寺の権力を抑圧して本願寺に権力を集めることとされたが、実際には大津にあった蓮淳の顕証寺と地域が重複するために門徒・布施の取り合いとなり、常に新興の顕証寺が不利に立ってしまうことに対しての腹いせであったと言われている。
既に実如在世中にも同寺は一度破門を受けているが、その際蓮淳は本福寺の門徒を圧迫して捏造した証拠を真実と認めさせる署名まで行わせたと言われている。その事情が発覚したために実如によって破門はすぐに取り消されている。
その後、本福寺が用意した蓮如・実如が退避していた御坊は「大坂一乱」で対立法主に立てられて追放された実賢が復帰を許された際に与えられて一門寺院の一つとして独立して称徳寺と改称した（後年に慈敬寺と再び改名する）。実賢の死後、同寺の後見もしていた蓮淳は大永7年（1527年）称徳寺が本福寺の門徒を引き抜こうとして一家寺院の本福寺がそれを阻止しようとしたのは「一門一家制」、ひいては本願寺そのものへの反逆であるとして本福寺は再度破門された。これによって本福寺は代々の財産も門徒もことごとく失ってしまった。
さらに天文元年（1532年）に3度目の破門を受けた。これは後述の山科本願寺と顕証寺が焼き討ちにされた際に本福寺が救援を出さなかったことを理由にしたものであるが、これは2度の破門で本福寺が完全に荒廃して救援を出せるだけの門徒もいなかったこと、そして後述のように当の蓮淳が真っ先に逃亡している事から見れば明らかに本末転倒であり、逆恨みでしかなかった。天文9年6月6日（1540年7月19日）に本福寺明宗が迫害の果てに72歳で餓死すると、蓮淳は破門解除の条件として称徳寺（慈敬寺）の末寺になるという条件を付けたのであった。これによって本福寺は見せしめのために廃絶寸前にまで追い込まれたのである。

### 大小一揆と賀州三ヶ寺粛清
本福寺との争いに勝利した蓮淳は再び中央政界に目を向けた。大永7年（1527年）反本願寺の細川高国に対して三好元長が擁立する細川晴元（澄元の子）が挙兵した際に側近の下間頼秀・頼盛兄弟を晴元側に派遣して支援をした。これに対して晴元は北陸にある高国派荘園の占拠を要望し、蓮淳はこの処理に自分の婿である超勝寺実顕と下間頼秀を任じた。超勝寺は先の本覚寺蓮恵の一件以来、本覚寺と並んで賀州三ヶ寺から圧迫を受けていたが元々は蓮如以前からの由緒のある末寺であり、北陸全域に門徒を抱えており、「北の超勝寺・南の本覚寺」と呼ばれてきた状況は加賀一向一揆後も変わりがなかった。
実顕は法主証如名義で出された舅蓮淳の命令をたてに賀州三ヶ寺に相談もなくこれらの荘園代官を自己の門徒に交代させていった。これに対して、賀州三ヶ寺側の蓮悟・蓮綱（蓮慶）父子・顕誓・実悟は本願寺に抗議するとともに実顕と下間頼秀を糾弾した。そして享禄4年（1531年）閏5月9日、賀州三ヶ寺は「三法令」・「一門一家制」違反などを理由に超勝寺討伐の命令を下した。ところが、超勝寺は先の一件に恨みを抱く本覚寺蓮恵の救援を受けた上、さらに北陸各地にいる両寺の門徒を蜂起させたために賀州三ヶ寺は思わぬ苦戦を強いられる。さらに急遽山科本願寺に戻った下間頼秀の報告を受けた蓮淳は実顕の行為はあくまでも法主の命令に従ったものであり、その命に逆らうものは法主への反逆であるとして超勝寺と全国の門徒に対して賀州三ヶ寺の討伐命令を証如の名で発したのである。
6月には東海地方・畿内の門徒が山科に結集して、実如の子である実円と下間頼盛に率いられて出陣し、門徒として知られていた飛騨の内ヶ島氏の支援を受けて飛騨山中から加賀に侵入した。これを見た賀州三ヶ寺側の門徒の動揺は激しく、「仏敵」になることを恐れた寝返りが相次いだため、松岡寺と本泉寺はたちまち超勝寺と援軍を主力とする本願寺軍の手に奪われた。これに対して本願寺に打撃を与える機会を狙っていた越前の朝倉孝景が賀州三ヶ寺の支援のために加賀へ出兵。続いて能登畠山氏の一族で蓮能の実兄・畠山家俊も甥である実悟救援を理由に主君畠山義総の許しを得て加賀へ出兵した。名目上の加賀守護で富樫泰高の孫の富樫稙泰・泰俊父子も賀州三ヶ寺側に参戦した。
9月26日、加賀手取川において朝倉教景（宗滴）・賀州三ヶ寺連合軍が本願寺軍を一旦は破るものの、11月の津幡の戦いでは逆に本願寺側の反撃によって畠山家俊らが討ち死にして潰滅し、賀州三ヶ寺最後の光教寺も陥落した。この戦いで蓮綱は幽閉されて間もなく死去、蓮慶は処刑され、蓮悟・顕誓・実悟は加賀を脱出して全国の末寺・門徒に対して引き続き追討命令が下され、6年後の旧賀州三ヶ寺門徒の本覚寺襲撃計画を理由に正式に破門された。富樫稙泰も加賀守護の地位を追われた。
これによって本願寺法主を頂点とする支配体制が完成し、同時に主だった一族をことごとく粛清した外祖父蓮淳が法主・証如を擁して絶対的な地位を築き上げることになる（さすがの蓮淳も兄弟や甥を殺害したり追放したことを後には後悔したらしく、乱から19年後の死の間際になって証如に要望して顕誓・実悟ら生き残りの復帰が認められている）。この内紛は一向一揆同士の戦いに発展した事から、本願寺法主の命令を奉じた超勝寺・本覚寺側を「大一揆」、加賀の国主権限を認められながら反逆者として粛清された賀州三ヶ寺側を「小一揆」と呼ぶ事からこれを「大小一揆」とも呼ばれる。
これによって加賀を初めとする北陸地方の門徒は本願寺派遣の代官による直接支配下に置かれることとなり、天文15年（1546年）にその象徴として加賀金沢に尾山御坊が建立されることになる。なお、この内乱に際して顕誓の兄で安養寺御坊（勝興寺）住持実玄は大一揆に与したために越中は本願寺の直接統治とはならず、勝興寺は瑞泉寺と並んで越中一向一揆の指導者層になっていった。

## 天文の錯乱

### 畠山・三好討伐
詳細については飯盛城の戦いも参照。
享禄の錯乱の最中であった6月、大物崩れの勝者として細川高国を自害させ、声望を高めた細川晴元であったが、その晴元支持派だった蓮淳の名声もさらに高まった。その頃、主家である河内守護畠山義堯から離反して晴元への転属を画策する木沢長政から、晴元への内応の仲介依頼を受けた蓮淳であったが、間もなくこの事を義堯に知られてしまう。
同年8月、木沢長政討伐に乗り出した義堯には三好元長まで加担した。一方、長政からの救援要請を受けた晴元は対応に苦慮。自分に度々意見する元長の存在を疎ましく思っていたとはいえ、劣勢の長政への肩入れも得策ではなかったためか、両軍への撤兵要請で事を収めようとした。
だが翌享禄5年（1532年）5月、畠山・三好連合は、木沢長政を再攻し木沢の居城飯盛山城を攻める。そこで、長政の一件の発端を作ったとして、晴元からは義堯と元長の討伐への協力を要請されると「単なる武家の騒乱でありながら宗門が参戦する」事態を蓮淳は了承した。

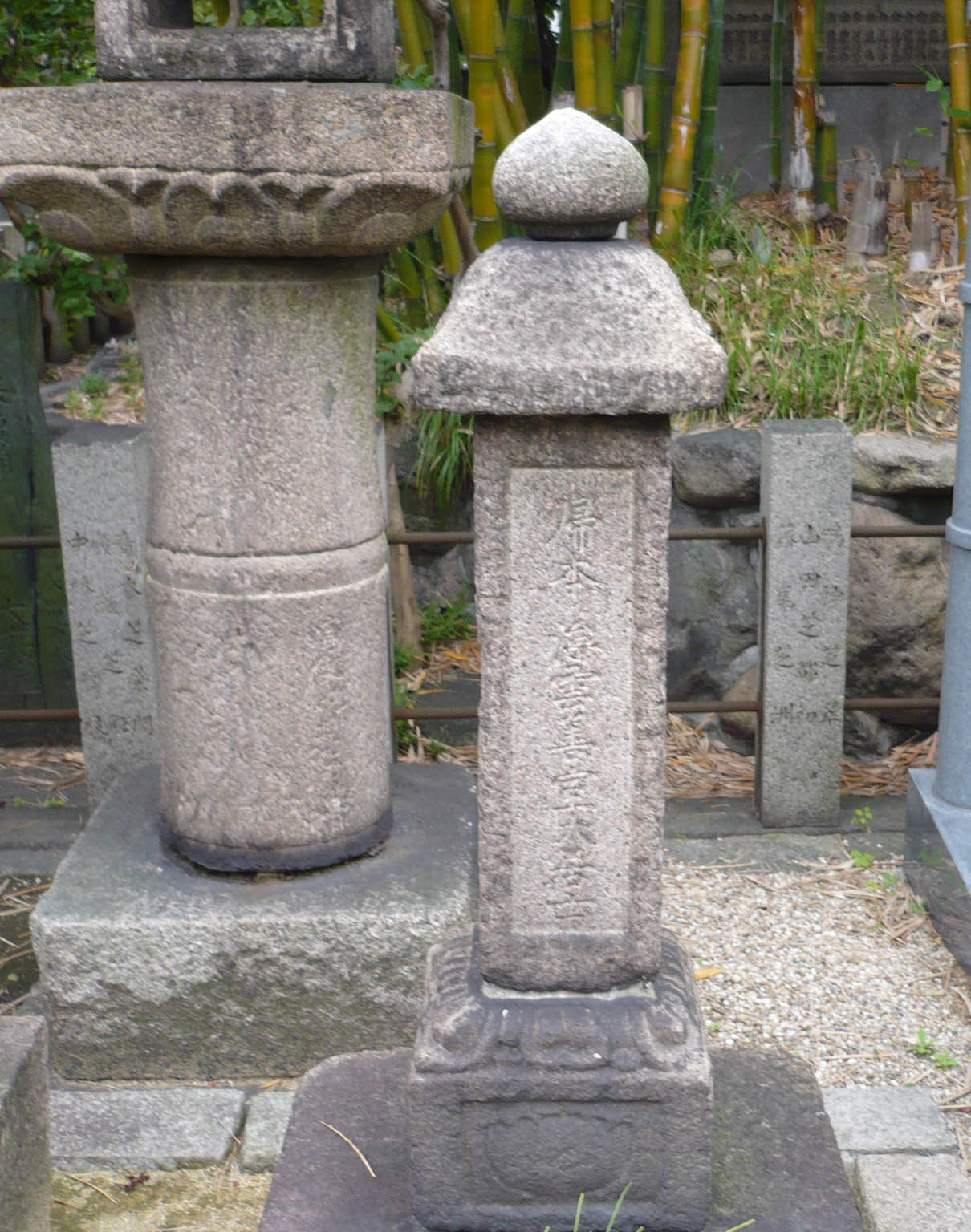
顕本寺境内にある三好元長の墓

畿内における宗門の責任者であった蓮淳は、熱心な法華宗徒であった元長に対し深い恨みを抱いていた。それは以前、本願寺門徒による和泉や山城の法華宗徒への圧迫の一件を聞きつけた三好元長によって、本願寺側は弾圧を加えられた事であった。こうして本願寺法主・証如の名で一向一揆を起こすように文が各地の末寺に配られていった。
蓮淳は6月5日夜、17歳の法主・証如に自ら出陣させて大坂御坊に入れ、畿内における「浄土真宗と法華宗の最終決戦」と位置づけることで全畿内の門徒結集を促して、この戦いを大きく盛り上げたのである。
同年6月15日（7月17日）、10万（一説には20万）と言われた本願寺門徒の参戦で戦況は一変した。一揆にはいくつかの摂津国衆までも参加し、膨れ上がった大軍は河内に入った。飯盛山城を攻めていた畠山義堯と援軍の三好一秀は背後から一揆に襲われて一秀は討死、義堯は南河内まで逃げるが石川道場で自刃した。
一揆は法主の命のもと、20日（7月22日）には三好元長がいる堺南庄に攻め寄せ、包囲された元長は顕本寺で自害した。元長と行動を共にしていた足利義維は細川晴元に捕縛され、阿波国に移されて堺幕府は消滅した。
ところが、一向一揆にとって法華宗の象徴ともいうべき「仏敵」三好元長との戦いが終わっても一揆軍の蜂起は収まらず、法華宗以外の仏教宗派も追放すべきだとする門徒の声は次第に証如や蓮淳による静止命令をも振り払っていった。
7月10日、大和では守護格である興福寺と同国内で戦国大名化しつつあった筒井順興・越智利基を攻め滅ぼすべく奈良の富商である橘屋主殿、蔵屋兵衛、雁金屋民部が1万の一揆を指導し、興福寺に攻め寄せた。この攻撃で興福寺菩提院方の恵心院と阿弥陀院が焼かれている。17日には本願寺にとっても縁がある大乗院（蓮如幼少時修行の場所）にも攻め寄せたが、興福寺方に押し戻されている。それでもこの攻撃で興福寺は主要伽藍、一乗院、大乗院、院家17坊を残して数百にものぼる僧坊、子院、院家、さらに美麗第一と称された東北院が炎上した。一揆は春日大社にも攻め込んで宝蔵と五箇屋を打ち破って略奪を行った。他にも猿沢池の鯉や春日大社の鹿もことごとく食い尽くされたと言われている。一揆は南下して23日に越智氏が籠る高取城の攻撃を始めたが、8月8日に筒井氏・越智氏と十市遠治の援軍によって一揆は吉野に撤退していった。この一件によりこの後、本願寺は面目を失墜して奈良の永代禁制を受け入れざるを得なくなった。

### 山科本願寺焼討
詳細については山科本願寺の戦いも参照。

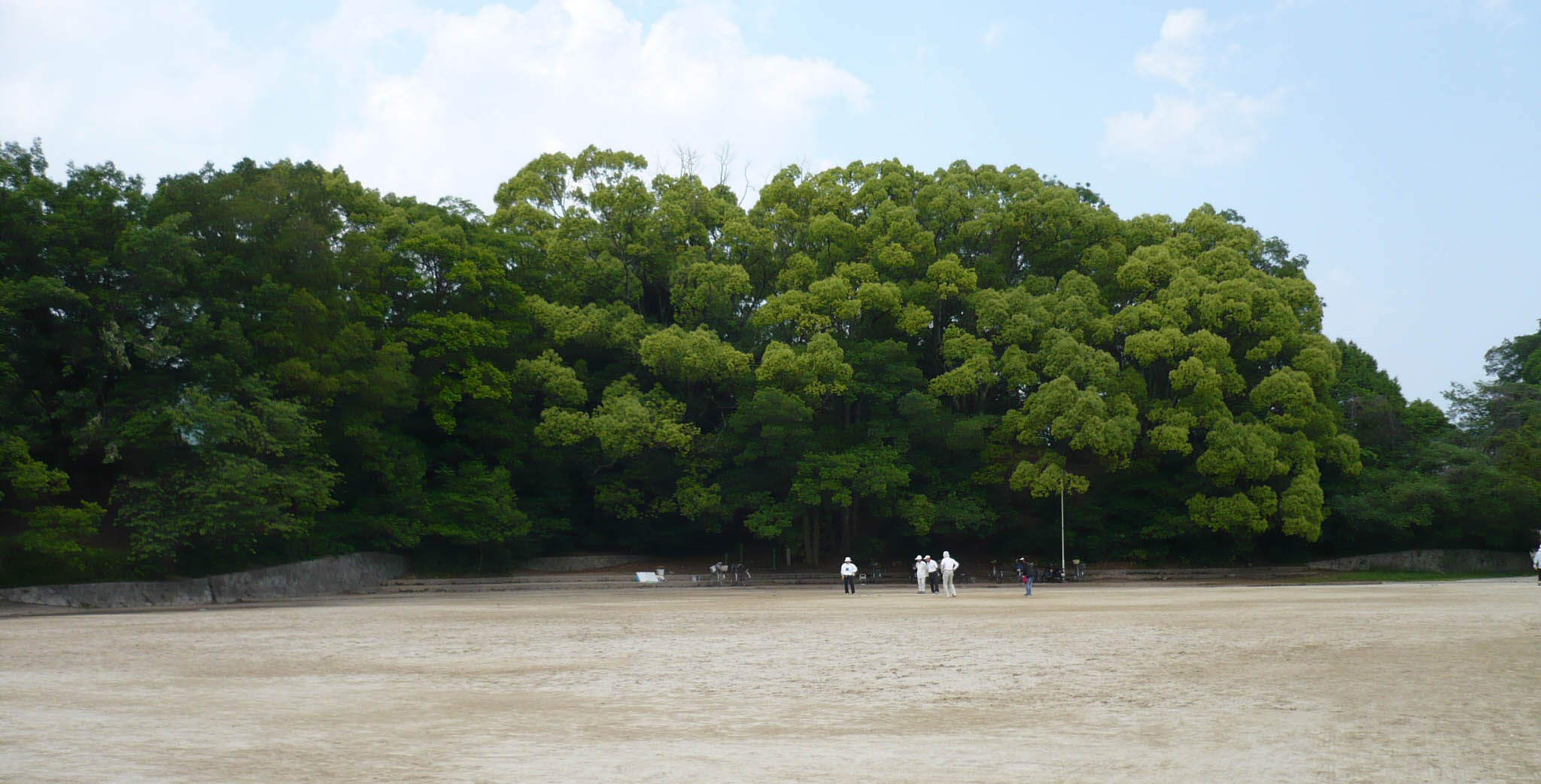
山科中央公園内にある山科本願寺の土塁跡

三好元長の排除を狙っただけが、思いもよらぬ悪影響を招いた結果に驚いた細川晴元は、本願寺との決別と一向一揆鎮圧を決意する。一方、晴元の変心を知った蓮淳もそれまでの一向一揆の行動を事実上追認して細川晴元攻撃を命じ、全面対決に至った。
そこでまず晴元の命令に木沢長政が従い、さらに晴元の臣茨木長隆の画策により、一向一揆に対抗する形で京都と山城の法華宗徒から編成された法華一揆が同年7月28日に柳本賢治の家臣であった山村正次に率いられて蜂起した。そこへ晴元の縁戚でもあり、本願寺を嫌う近江守護六角定頼までもが呼応した。
天文に改元後の翌月、8月2日と5日には、一揆は晴元がいる堺北庄に攻め寄せたが、木沢軍がこれを撃退している。
8月7日、京都に集結した法華一揆は京都にある本願寺教団の寺院を次々に攻撃する。8月8日、細川軍も堺から出撃して大坂御坊を攻撃し、迎え撃った一揆を撃破している。
12日には六角軍と連合して蓮淳のいる大津の顕証寺を攻め落とし、16日と17日は東山で一向一揆と合戦を行っている。続いて23日には、証如のいる山科本願寺を3万の大軍で包囲して、翌日24日に水落から寺内に攻め込んで山科本願寺は落ちた。
なお肝腎の蓮淳は顕証寺陥落の際に、もう一つの拠点であった伊勢長島願証寺へと逃走して、息子実恵の元に潜伏した。ちなみに前述の本福寺の3度目の破門が行われたのはこの最中であった。頼みとする蓮淳とはぐれて山科本願寺へ退避していた証如は、大叔父・実従（蓮如の末子）とともに親鸞聖人御影や寺宝ともども大坂御坊へ退却し、辛うじて死地を脱している。

### 大坂本願寺への移転と幕府との和睦

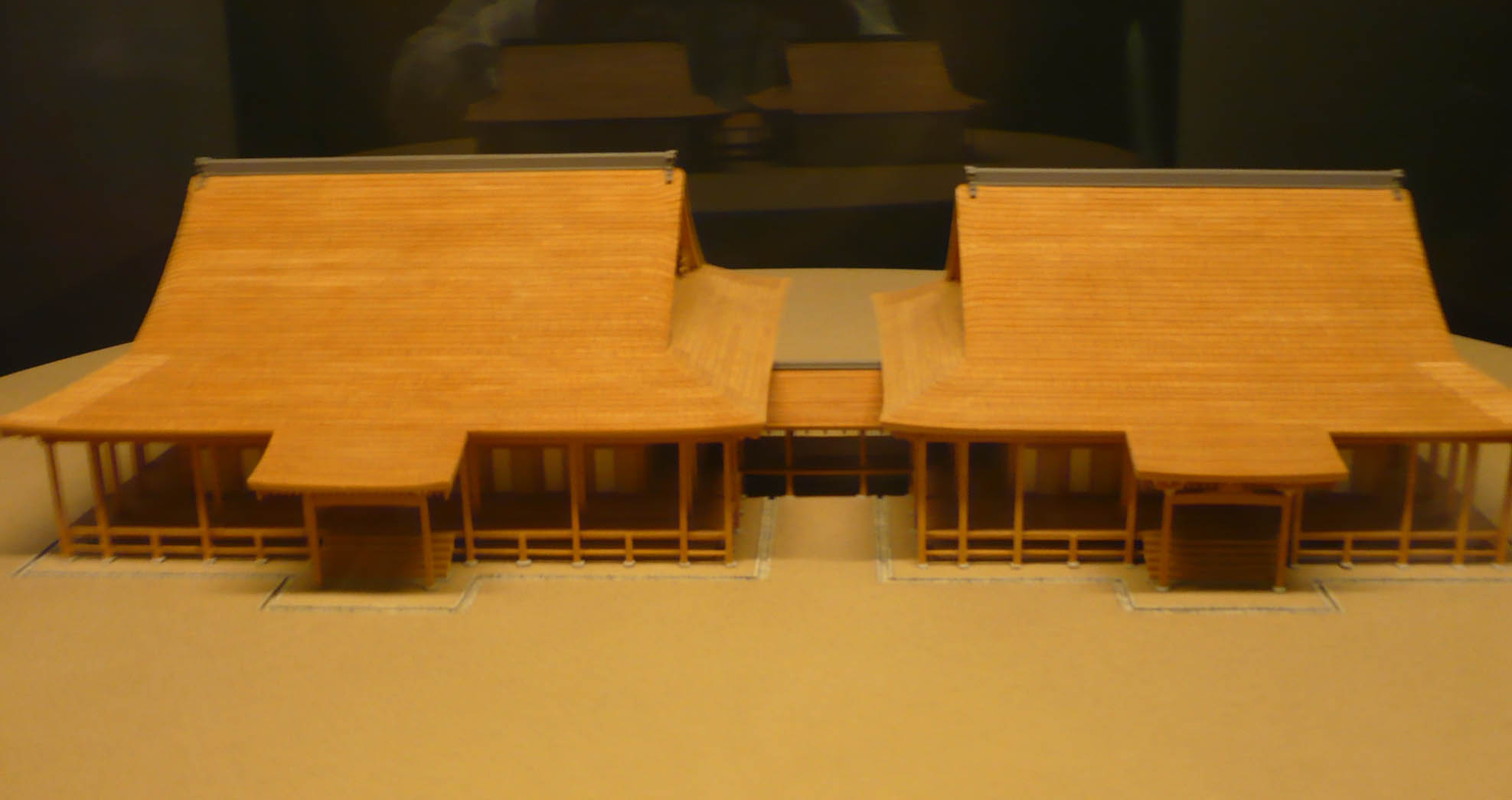
大坂本願寺復興模型/大阪城天守閣所蔵

大坂御坊を「大坂本願寺」と改めて、新たな根拠地とした証如は、蓮淳に代わって門徒達を指揮していた下間頼秀・頼盛兄弟に防戦を命じたが、12月には味方だった摂津国衆がすべて晴元方に寝返ってしまい、それらに富田教行寺を攻め落とされ、続いて本願寺もまた細川・六角・法華一揆連合軍に包囲された。しかし翌天文2年（1533年）に入ると挽回し、2月10日に晴元がいた堺を陥落させ、晴元を淡路へ追いやった。また、細川高国の弟・晴国や三好元長派であった波多野元清ら晴元に恨みを抱く勢力と連携し、一時包囲を解くことに成功する。
だが、それは逆に第12代将軍足利義晴から、本願寺討伐令という大義名分を晴元へ与えるだけに終わった。3月に摂津伊丹城を包囲した一向一揆は、3月29日に法華一揆を率いた木沢長政に打ち破られると、4月7日に淡路から戻った晴元の摂津池田城への入城で巻き返されてしまった。一進一退を続けた戦況だったが、6月18日に山城で晴元の武将薬師寺国長が細川晴国によって討ち取られたことで、晴元は本願寺との和睦を考え、次いで双方に和睦の気運が高まったところで、6月20日に三好元長の遺児千熊丸（後の三好長慶）を仲介者として和睦した。

### 和睦の破棄と再締結
ところが今度は、門徒達を指揮していた抗戦派の下間頼盛による暴挙で、翌天文3年（1534年）3月に証如は一時期、人質にされた。やがて本願寺へ解放されると、下間から説得でも受けいれたのか定かでは無いが、翻意した証如は同年5月29日には和睦を破棄、再戦に及んでしまう。だが翌天文4年（1535年）6月に細川軍との総攻撃で、戦闘は本願寺の大敗に終わり、当時の後奈良天皇の日記に「本願寺滅亡」と記されたほどである。
その天文4年4月に長島から呼び戻したばかりの蓮淳や興正寺蓮秀と共に再び和議を図った証如は、これを機に下間兄弟を今回の一揆の扇動者としてその一切の責任を負わせることで証如・蓮淳の責任を不問とし、彼らや近江などの畿内門徒の総破門を行うことを条件にした。9月には本願寺と細川との和睦交渉を妥結、11月には幕府・細川・六角との和議が成立した。
しかし今回も和議に納得しない一揆衆も一部で存在し、翌天文5年（1536年）3月には中嶋城に籠もったが、7月29日には木沢長政に鎮圧され、下間兄弟は逐電した。しかし、証如は二人を許さず、天文7年（1538年）3月に下間頼秀を近江で、翌天文8年（1539年）7月には下間頼盛を堺でそれぞれ刺客に襲わせて暗殺している。
この間、戦勝で京都の自治権を得た法華一揆と比叡山延暦寺との対立で、天文5年7月には比叡山側から援軍を求められた本願寺だったが派兵には応じず、軍資金を送って比叡山への支持表明のみ行った（結果は比叡山・六角連合軍が勝利した）。8月には細川晴国も味方の裏切りで敗死した。
なお和議締結後も、証如の求めに応じて石山本願寺に留った蓮淳は、成人した証如の補佐役として従来の立場を事実上回復し、天文19年（1550年）に同寺で没するまで証如の名において本願寺の事実上の最高指導者としての地位を保持し続けることになったのである。
弘治3年（1557年）、証如の後を継いでいた顕如は、六角氏の猶子となっていた如春尼を正室に迎えたことで六角氏・細川氏との婚姻関係を成立させ、享禄・天文以来の対立関係を完全に解消させる。更に如春尼の姉の嫁ぎ先である甲斐武田氏とも結びつくことになった。